# Avaslekence
Avaskelence (románul: Lechința)  település Romániában, Szatmár megyében.

## Fekvése
Szatmár megyében, Avasújvárostól északra, Kányaháza és Bujánháza között fekvő település.

## Története
Avaskelence nevét 1490-ben említették először az oklevelek Lekenche néven.
A meggyesi várhoz tartozott, az avasi uradalommal együtt. Sorsa is az uradalom többi birtokával volt egyező.
A 18. században a településnek több birtokosa is volt: a gróf teleki, gróf Károlyi, báró Wesselényi, báró Vécsey, Becsky, Geötz, Boross és a Mándy családok szerezték meg.
A 19. század derekán rajtuk kívül a Kovács, Nagy, Draskóczy, Szirmay, Helmeczy, Butkay, Kölcsey, Péchy, Luby családoknak is volt itt birtokrésze.
A 20. század elején nagyobb birtokosa nem volt, ekkor 514 lakosából 482 görögkatolikus oláh  és 32 izraelita volt, akik  a Tálna hegyoldalán épült 132 faházban éltek.
Avaskelence a trianoni békeszerződés előtt Szatmár vármegye Avasi járásához tartozott.

## Nevezetességek
- Görögkatolikus fatemploma - 1735-ben épült.